# Мировци
Мировци (болг. Мировци) — село в Болгарии. Находится в Шуменской области, входит в общину Нови-Пазар. Население составляет 467 человек.

## Политическая ситуация
В местном кметстве Мировци, в состав которого входит Мировци, должность кмета (старосты) исполняет Валентин Добрев Крыстев (коалиция в составе 3 партий: Политическое движение социал-демократов (ПДСД), Болгарская социал-демократия (БСД), Национальное движение «Симеон Второй») по результатам выборов правления кметства.
Кмет (мэр) общины Нови-Пазар — Васил Еленков Тонев (Болгарская социалистическая партия (БСП)) по результатам выборов в правление общины.